# Пагацано
Пагацано (итал. Pagazzano) је насеље у Италији у округу Бергамо, региону Ломбардија.
Према процени из 2011. у насељу је живело 1951 становника. Насеље се налази на надморској висини од 124 м.

## Становништво
Према резултатима пописа становништва 2011. у општини је живело 2.082 становника.
| 1931. | 1936. | 1951. | 1961. | 1971. | 1981. | 1991. | 2001. | 2011. |
| ----- | ----- | ----- | ----- | ----- | ----- | ----- | ----- | ----- |
| 1.649 | 1.496 | 1.547 | 1.472 | 1.366 | 1.576 | 1.654 | 1.859 | 2.082 |